# Ойсхарское сельское поселение
Ойсхарское се́льское поселе́ние — муниципальное образование в Гудермесском районе Чечни Российской Федерации.
Административный центр — посёлок Ойсхара.

## История
Статус и границы сельского поселения установлены Законом Чеченской Республики от 27 февраля 2009 года № 19-р «Об образовании муниципального образования Гудермесский район и муниципальных образований, входящих в его состав, установлении их границ и наделении их соответствующим статусом муниципального района, городского и сельского поселения».

## Население
| 2010    | 2012    | 2013    | 2014    | 2015    | 2016    | 2017    |
| ------- | ------- | ------- | ------- | ------- | ------- | ------- |
| 9489    | ↗9964   | ↗10 354 | ↗10 619 | ↗10 985 | ↗11 267 | ↗11 546 |
| 2018    | 2019    | 2020    | 2021    | 2023    | 2024    |         |
| ↗11 801 | ↗12 062 | ↗12 242 | ↗19 415 | ↗19 686 | ↗19 992 |         |

## Состав сельского поселения
| № | Населённый пункт | Тип населённого пункта          | Население |
| - | ---------------- | ------------------------------- | --------- |
| 1 | Ойсхара          | посёлок, административный центр | ↗19 992   |